# Estela Fernández
Estela Fernández (ca. 1947) es una deportista argentina, especializada en atletismo adaptado y baloncesto en silla de ruedas, que se ha destacado por ser una de las medallistas paralímpicas de ese país. Fernández ganó una medalla de plata en los Juegos Paralímpicos de Tel Aviv 1968, junto al equipo femenino de baloncesto en silla de ruedas. Por sus logros deportivos fue reconocido en Argentina como Maestro del Deporte.

## Carrera deportiva

### Juegos Paralímpicos de Tel Aviv 1968
Estela Fernández compitió en varias pruebas atléticas (60 m novicias, lanzamiento de clava, lanzamiento de disco, lanzamiento de jabalina y lanzamiento de bala) e integró también el equipo de baloncesto femenino de Argentina.
En los Juegos de Tel Aviv se incorporó el evento femenino del baloncesto en silla de ruedas. Participaron cinco países: Argentina, Austria, Estados Unidos, Gran Bretaña e Israel. El equipo argentino estuvo integrado por Silvia Cochetti, Estela Fernández, Dina Galíndez, Susana Masciotra, Amelia Mier, Susana Olarte y Noemí Tortul.
El equipo argentino venció a Estados Unidos 4-1, a Austria 22-15, a Gran Bretaña 8-2 y perdió con Israel 17-12, equipo este que ganó todos los partidos ganando la medalla de oro, en tanto que Argentina quedó segunda haciéndose acreedora a la medalla de plata, mientras que la de bronce correspondió a Estados Unidos.
| Baloncesto Mujeres Participantes: 5 países | Baloncesto Mujeres Participantes: 5 países | Baloncesto Mujeres Participantes: 5 países | Baloncesto Mujeres Participantes: 5 países | Baloncesto Mujeres Participantes: 5 países |
|                                            | País                                       | Ganó                                       | Perdió                                     |                                            |
| ------------------------------------------ | ------------------------------------------ | ------------------------------------------ | ------------------------------------------ | ------------------------------------------ |
| 1                                          | Israel                                     | 4                                          | 0                                          |                                            |
| 2                                          | Argentina                                  | 3                                          | 1                                          |                                            |
| 3                                          | Estados Unidos                             | 2                                          | 2                                          |                                            |
| 4                                          | Austria                                    | 1                                          | 3                                          |                                            |
| 5                                          | Gran Bretaña                               | 0                                          | 4                                          |                                            |
| Fuente: Wheelchairs can jump!              |                                            |                                            |                                            |                                            |